# NGC 362
NGC 362 (другие обозначения — GCL 3, ESO 51-SC13) — шаровое скопление в созвездии Тукан. Оно было открыто английским астрономом Джеймсом Данлопом 1 августа 1826 года. Этот объект входит в число перечисленных в оригинальной редакции «Нового общего каталога».

## Характеристики
Благодаря данным, полученным телескопом Gaia, удалось уточнить расстояние до скопления. Оно приблизительно равно 8540 парсек (27854 световых лет).